# Électrode à disque tournant
L'électrode à disque tournant ou EDT (Rotating Disk Electrode ou RDE en anglais) est une électrode de travail hydrodynamique utilisée dans une cellule à trois électrodes. Elles sont couramment utilisées pour des études de cinétique électrochimique en régime stationnaire. Cela vient du fait qu'il est possible, sous certaines hypothèses, de résoudre les équations de Navier-Stokes dans le cas d'une EDT, c’est-à-dire de connaître la vitesse et la direction du flux d'électrolyte au voisinage de l'EDT. Et, ainsi, de connaître les concentrations volumiques des espèces électroactives à la surface de l'EDT.
Une EDT est tout simplement un disque en rotation autour de son axe à une vitesse angulaire constante.

## Propriétés de l'EDT
La validité des formules suivantes est le fruit d'un compromis car toutes ces formules sont issues de la résolution des équations de Navier-Stokes en régime laminaire. Or, ce régime laminaire n'est possible qu'en l'absence de turbulence (c’est-à-dire si la vitesse angulaire de rotation de l'électrode Ω n'est pas trop élevée) et si on néglige les effets de bords (c’est-à-dire, a contrario, si Ω n'est pas trop faible).
Pour une électrode à disque tournant, le nombre de Reynolds est donné par la relation suivante :
{\displaystyle \mathrm {R_{e}} ={\frac {r_{0}^{2}\cdot \Omega }{\nu }}\ }
Avec
- r0 : rayon de l'électrode ;
- Ω : vitesse de rotation angulaire en rad⋅s-1 ;
- ν : viscosité cinématique de l'eau = 8,94⋅10-7 m2/s.

Un régime laminaire est établi si :
{\displaystyle \mathrm {Re} \leqslant 1,7\cdot 10^{5}} ;
un régime turbulent est établi si :
{\displaystyle \mathrm {Re} \geqslant 3,5\cdot 10^{5}}.
Classiquement, les formules suivantes s'appliquent pour un régime laminaire à un électrolyte aqueux si :
{\displaystyle 100<\Omega <1\cdot 10^{4}\,{\text{tr}}\cdot {\text{min}}^{-1}}.
Si on note x la distance à l'axe de l'électrode exprimée en cm, on se satisfait généralement pour un électrolyte aqueux de la précision donnée par la relation suivante :
{\displaystyle \mathrm {V} _{x}(x)=-0,510\,\nu ^{-{\frac {1}{2}}}\Omega ^{\frac {3}{2}}x^{2}}
où
- ν est la viscosité dynamique de la solution exprimée en cm2⋅s-1 et
- Ω la vitesse angulaire de rotation de l'électrode exprimée en rad⋅s-1.

La constante de vitesse de transport de matière d'une espèce électroactive volumique i s'écrit alors sous la forme :
{\displaystyle m_{\mathrm {X} i}=0,620\mathrm {D} _{\mathrm {X} i}^{\frac {2}{3}}\nu ^{-{\frac {1}{6}}}\Omega ^{\frac {1}{2}}}.

## Autres électrodes tournantes utilisées en laboratoire
Les études de cinétique électrochimique peuvent aussi faire appel à des électrodes à cylindre tournant, des électrodes hémisphériques rotatives…